# Stazione di Ninohe
La Stazione di Ninohe (二戸駅?, Ninohe-eki) è una stazione ferroviaria della città di Ninohe, nella prefettura di Iwate della regione del Tōhoku utilizzata dai servizi Shinkansen e dalle linee tradizionali.

## Linee
- East Japan Railway Company
  - ■ Tōhoku Shinkansen
- Ferrovia Iwate Ginga
  - ■ Ferrovia Iwate Galaxy